# みかん鍋
みかん鍋（みかんなべ）は、屋代島（周防大島）（山口県大島郡周防大島町）のご当地グルメとして開発された鍋料理。

## 概要
2006年10月15日に周防大島で行われたイベント『周防大島まるかじり』の呼び物として、地元の周防大島町観光協会と農業協同組合の合同事業で誕生した。周防大島は温暖な気候からウンシュウミカンの栽培が盛んであり、みかんと地魚を組み合わせた料理として「ミカンを使った鍋料理」の企画が持ち上がり、試行錯誤の末に「焼いたみかんを鍋に入れる」アイディアが生み出されたものである。
周防大島町観光協会では、みかん鍋の定義として以下の4項目を掲げている。
1. 体に優しい橘皮が香る「鍋奉行御用達」の焼きみかん
小ぶりのみかんを丸のままオーブンで焼き、皮をむかずにそのまま鍋に用いる。
周防大島産の鍋用のみかんは「鍋奉行御用達」の焼印が押してあるのが特徴。
2. 爽やかな柑橘の香りを練り込んだ地魚のつみれ
3. 薬味としてピリリと辛いみかん胡椒
「みかん胡椒」とは青唐辛子とみかんの皮を練り合わせたもので、いわゆる柚子胡椒の変種である。
4. お鍋の最後はふわふわメレンゲによるみかん雑炊

上記の定義以外の部分は自由に調理してよく、店ごとに味わいが異なるという。

## その他
静岡県沼津市内浦地区をモデルとしている『ラブライブ！サンシャイン!!』２期１１話にて登場人物である高海千海が実家特製の料理として紹介した。